# Weltkugelbrunnen
Weltkugelbrunnen (letteralmente: «fontana del globo terrestre»), scherzosamente soprannominata Wasserklops («polpetta d'acqua») è il nome di una fontana di Berlino, posta nell'area pedonale al centro del Breitscheidplatz, di fronte all'ingresso del centro commerciale Europa-Center, nel quartiere di Charlottenburg.
Fu realizzata nel 1983 da Joachim Schmettau nell'ambito del progetto di ridisegno della piazza opera di Ivan Krusnik e Oskar Reith.
La fontana è costituita da una sfera sezionata in granito rosso, ornata da statue in bronzo.
È posta sotto tutela monumentale (Denkmalschutz).

### Testi di approfondimento
- (DE) Eberhard Ugowski e Inge Schroeder, Berliner Brunnen, Berlino, Luisenstädtischer Bildungsverein e.V., 1993,  p. 9.